# Grand Prix Formule 1 van Italië 1977
De Grand Prix Formule 1 van Italië 1977 werd gehouden op 11 september 1977 op Monza.

## Uitslag
| Positie | Nummer | Rijder                | Team               | Ronden | Tijd/Opgave | Startplaats | Punten |
| ------- | ------ | --------------------- | ------------------ | ------ | ----------- | ----------- | ------ |
| 1       | 5      | Mario Andretti        | Lotus-Ford         | 52     | 1:27:50.30  | 4           | 9      |
| 2       | 11     | Niki Lauda            | Ferrari            | 52     | 16.96       | 5           | 6      |
| 3       | 17     | Alan Jones            | Shadow-Ford        | 52     | 23.63       | 16          | 4      |
| 4       | 2      | Jochen Mass           | McLaren-Ford       | 52     | 28.48       | 9           | 3      |
| 5       | 22     | Clay Regazzoni        | Ensign-Ford        | 52     | 30.11       | 7           | 2      |
| 6       | 3      | Ronnie Peterson       | Tyrrell-Ford       | 52     | + 1:19.22   | 12          | 1      |
| 7       | 27     | Patrick Neve          | March-Ford         | 50     | + 2 Ronden  | 24          |        |
| 8       | 26     | Jacques Laffite       | Ligier-Matra       | 50     | + 2 Ronden  | 8           |        |
| 9       | 24     | Rupert Keegan         | Hesketh-Ford       | 48     | + 4 Ronden  | 23          |        |
| DNF     | 10     | Ian Scheckter         | March-Ford         | 41     | Transmissie | 17          |        |
| DNF     | 12     | Carlos Reutemann      | Ferrari            | 39     | Spin        | 2           |        |
| DNF     | 16     | Riccardo Patrese      | Shadow-Ford        | 39     | Spin        | 6           |        |
| DNF     | 14     | Bruno Giacomelli      | McLaren-Ford       | 38     | Motor       | 15          |        |
| DNF     | 8      | Hans Joachim Stuck    | Brabham-Alfa Romeo | 31     | Motor       | 11          |        |
| DNF     | 1      | James Hunt            | McLaren-Ford       | 26     | Spin        | 1           |        |
| DNF     | 4      | Patrick Depailler     | Tyrrell-Ford       | 24     | Motor       | 13          |        |
| DNF     | 20     | Jody Scheckter        | Wolf-Ford          | 23     | Motor       | 3           |        |
| DNF     | 15     | Jean-Pierre Jabouille | Renault            | 23     | Motor       | 20          |        |
| DNF     | 34     | Jean-Pierre Jarier    | Penske-Ford        | 19     | Motor       | 18          |        |
| DNF     | 23     | Patrick Tambay        | Ensign-Ford        | 9      | Motor       | 21          |        |
| DNF     | 19     | Vittorio Brambilla    | Surtees-Ford       | 5      | Ongeluk     | 10          |        |
| DNF     | 6      | Gunnar Nilsson        | Lotus-Ford         | 4      | Ophanging   | 22          |        |
| DNF     | 30     | Brett Lunger          | McLaren-Ford       | 4      | Motor       | 19          |        |
| DNF     | 7      | John Watson           | Brabham-Alfa Romeo | 3      | Ongeluk     | 14          |        |
| DNQ     | 9      | Alex Ribeiro          | March-Ford         |        |             |             |        |
| DNQ     | 28     | Emerson Fittipaldi    | Fittipaldi-Ford    |        |             |             |        |
| DNQ     | 18     | Lamberto Leoni        | Surtees-Ford       |        |             |             |        |
| DNQ     | 38     | Brian Henton          | Boro-Ford          |        |             |             |        |
| DNQ     | 36     | Emilio de Villota     | McLaren-Ford       |        |             |             |        |
| DNQ     | 25     | Ian Ashley            | Hesketh-Ford       |        |             |             |        |
| DNQ     | 29     | Teddy Pilette         | BRM                |        |             |             |        |
| DNQ     | 33     | Hans Binder           | Penske-Ford        |        |             |             |        |
| DNQ     | 41     | Loris Kessel          | Williams-Ford      |        |             |             |        |
| DNQ     | 21     | Giorgio Francia       | Brabham-Alfa Romeo |        |             |             |        |

## Statistieken
| Pole-position | James Hunt     | McLaren-Ford | 1:37.520 |
| Snelste ronde | Mario Andretti | Lotus-Ford   | 1:39.10  |

## Noot
- Dit was het debuut van de Italiaanse coureurs Bruno Giacomelli, Lamberto Leoni en Giorgio Francia.

1921 · 1922 · 1923 · 1924 · 1925 · 1926 · 1927 · 1928 · 1931 · 1932 · 1933 · 1934 · 1935 · 1936 · 1937 · 1938 · 1947 · 1948 · 1949 · 1950 · 1951 · 1952 · 1953 · 1954 · 1955 · 1956 · 1957 · 1958 · 1959 · 1960 · 1961 · 1962 · 1963 · 1964 · 1965 · 1966 · 1967 · 1968 · 1969 · 1970 · 1971 · 1972 · 1973 · 1974 · 1975 · 1976 · 1977 · 1978 · 1979 · 1980 · 1981 · 1982 · 1983 · 1984 · 1985 · 1986 · 1987 · 1988 · 1989 · 1990 · 1991 · 1992 · 1993 · 1994 · 1995 · 1996 · 1997 · 1998 · 1999 · 2000 · 2001 · 2002 · 2003 · 2004 · 2005 · 2006 · 2007 · 2008 · 2009 · 2010 · 2011 · 2012 · 2013 · 2014 · 2015 · 2016 · 2017 · 2018 · 2019 · 2020 · 2021 · 2022 · 2023 · 2024 · 2025